# Герасим I Цариградски
Герасим I Цариградски (грч. Γεράσιμος; умро 20. априла 1321) био је васељенски патријарх Цариграда од 1320. до 1321. године.
Рођен је у Филаделфији и постао је игуман угледног манастира Мангана у Цариграду. За патријарха је изабран у позној животној доби и умро је 20. априла 1321. године.
Постао је патријарх током владавине цара Андроника II Палеолога; Цар га је сматрао „послушним“.